# Caesetius biprocessiger
Caesetius biprocessiger is een spinnensoort uit de familie van de mierenjagers (Zodariidae).
De wetenschappelijke naam van de soort werd in 1952 als Cydrelichus biprocessiger gepubliceerd door Reginald Frederick Lawrence.